# Thiotte
Thiotte (em crioulo, Tyòt), é uma comuna do Haiti, situada no departamento do Sudeste e no arrondissement de Belle-Anse. De acordo com o censo de 2003, sua população total é de 23.041 habitantes.